# Это моя вечеринка
«Это моя вечеринка» (англ. It's My Party) — фильм режиссёра Рэндала Клайзера в жанрах комедия и драма, хроника жизни молодого гея, умирающего от СПИДА.

## Сюжет
Ник Старк — успешный архитектор, гей, который живёт душа в душу со своим бойфрендом Брэндоном Тайсом. Вскоре он узнаёт о своём ВИЧ-положительном статусе. Ник выражает опасение, что Брэндон бросит его, и через некоторое время так и происходит. Несколько лет спустя у Ника начинают развиваться признаки СПИДа, самым серьёзным из которых является прогрессирующая мультифокальная лейкоэнцефалопатия, болезнь, которая уже погубила некоторых его друзей. Теперь он знает, что это очень скоро сделает его инвалидом и в запасе у него осталось совсем мало времени. Ник решает покончить жизнь самоубийством с помощью препарата секобарбитала. Перед тем, как совершить суицид, он собирает друзей и семью, чтобы проститься с ними, и организует двухдневную прощальную вечеринку. Ник пытается наладить отношения с родителями, которые с трудом принимают его гомосексуальность. На вечеринке появляется и Брэндон, которого друзья презирают за то, что он оставил возлюбленного в такой трудный для него час.

## В ролях
| Актёр              | Роль                |
| ------------------ | ------------------- |
| Эрик Робертс       | Ник Старк           |
| Грегори Харрисон   | Брэндон Тайс        |
| Брюс Дэвисон       | Родни               |
| Ли Грант           | Амалия Старк        |
| Джордж Сигал       | Пол Старк           |
| Марли Мэтлин       | Дафна Старк         |
| Оливия Ньютон-Джон | Лина Бингхэм        |
| Девон Гаммерсолл   | Эндрю Бингхэм       |
| Родди Макдауэлл    | Ноулз               |
| Салли Келлерман    | Сара Харт           |
| Нина Фох           | Г-жа Тайс           |
| Рон Гласс          | Дэвид Уол           |
| Димитра Арлисс     | Фанни Кондос        |
| Кассандра Петерсон | гостья на вечеринке |
| Джои Креймер       | гость на вечеринке  |